# Aristóteles Romero
Hermes Aristóteles Romero Espinoza, né le 18 octobre 1995 à Calabozo, est un footballeur international vénézuélien. Il évolue au poste de milieu relayeur au Partizani Tirana.

## Carrière

### En équipe nationale
Il joue son premier match en équipe du Venezuela le 3 juin 2017, en amical contre les États-Unis (score : 1-1).